# Objectif superachromate

Un'objectif superachromate amène 4 longueurs d'onde en un plan focal commun et présente une aberration chromatique résiduelle proche de zéro.

Un objectif superachromate ou superachromatique est un ensemble optique de lentilles dont le but est de réduire au maximum l'aberration chromatique. Si un doublet achromatique est capable de faire coïncider la mise au point dans le plan focal pour deux couleurs (c'est-à-dire deux longueurs d'onde), et un triplet apochromatique permet de mettre au point sur trois couleurs, un superachromate peut faire la mise au point sur quatre couleurs. Il fut inventé par le mathématicien et physicien allemand Maximilian Herzberger en 1954.

Mathématiquement, la courbe d'erreur de mise au point en fonction de la couleur traversant un superachromate est une quartique, ce qui signifie que l'erreur de mise au point est nulle pour quatre longueurs d'onde distinctes. Cette correction presque parfaite de l'aberration chromatique (ainsi que de l'aberration sphérique) est très utile en photographie multispectrale, car un superachromate peut focaliser la lumière proche infrarouge (dans la bande de longueur d'onde de 0,7 à 1,0 micromètre) dans le même plan focal que la lumière visible, éliminant ainsi le besoin de mises au point multiples. 

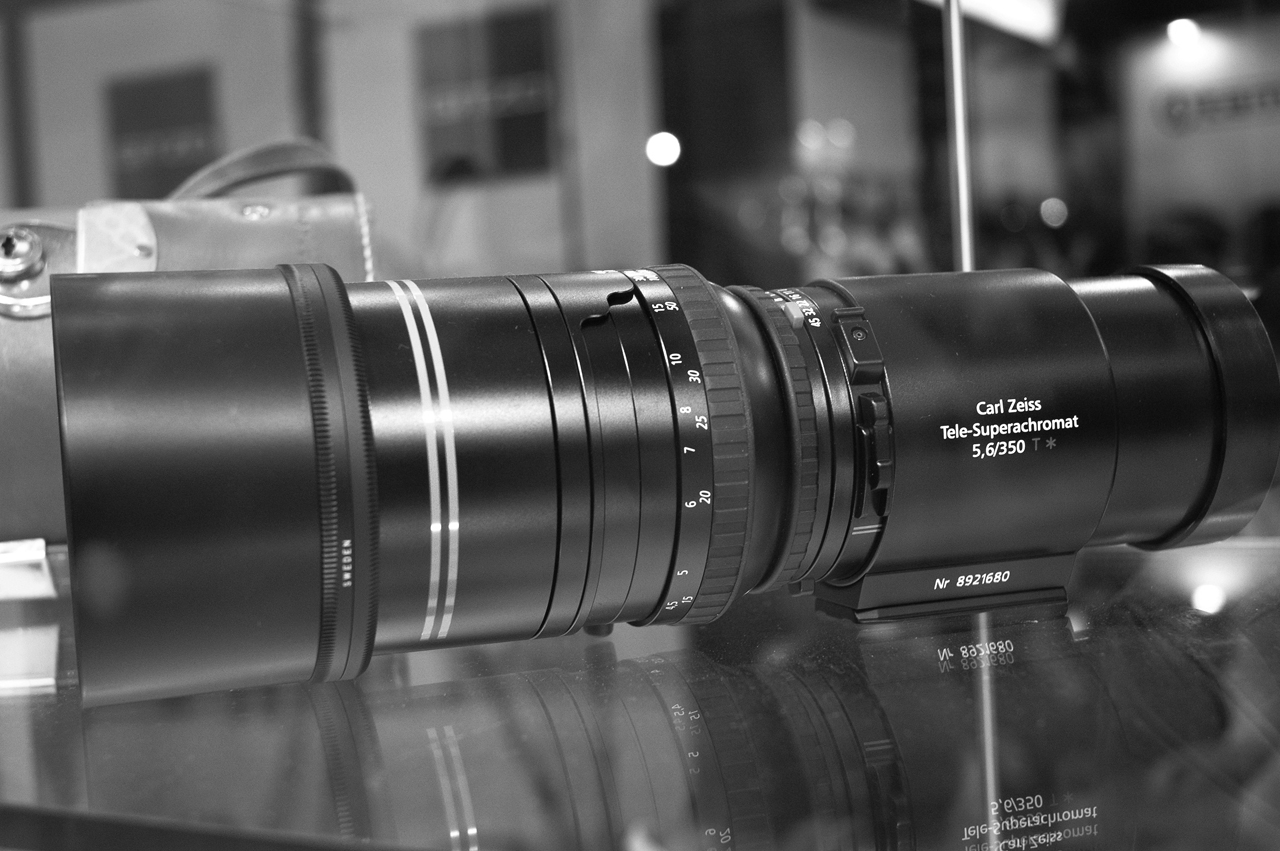
Objectif Carl Zeiss Tele-Superachromat, 5,6/350 T*.

Malheureusement, en raison du choix limité de verres optiques et de leurs propriétés de dispersion partielle, les lentilles d'un objectif superachromate doivent être fabriqués avec des verres fluorés coûteux et avec des tolérances très faibles.